# Charlotte Champe Stearns
Charlotte Champe Stearns (ur. 22 października 1843, zm. 10 września 1929) była amerykańską nauczycielką, pracownikiem socjalnym, poetką i matką T.S. Eliota.

## Życiorys
Charlotte Champe Stearns urodziła się w Baltimore w stanie Maryland w 1843 roku jako druga córka z dziewięciorga dzieci Charlotte and Thomasa Stearnsów. Chodziła do prywatnej szkoły. Po ukończeniu edukacji w 1862 roku została nauczycielką i pracowała w wielu miejscach. W 1868 roku poślubiła Henry'ego Ware'a Eliota. Osiedli w jego rodzinnym mieście Saint Louis w stanie Missouri. Tam oboje pracowali i powiększali rodzinę. Dochowali się siedmiorga dzieci, pięciu córek i dwóch synów: Ady Eliot Sheffield, Margaret Dawes Eliot, Marian Cushing Eliot, Henry'ego Ware'a Eliot juniora, Theodory Sterling Eliot, która zmarła w dzieciństwie i Thomasa Stearnsa Eliota. Kiedy mąż w latach siedemdziesiątych zbankrutował, poetka utrzymywała cała rodzinę z pracy nauczycielskiej. Charlotte Champe Stearns zmarła w wieku osiemdziesięciu sześciu lat.

## Twórczość
Charlotte Champe Stearns pisała poezję religijną. Swoje wiersze ogłaszała w różnych czasopismach. Wydała też tomik Easter Songs (Wiersze wielkanocne, 1899). Podejmowała próby dramatyczne, koncentrując się na tematyce prześladowań religijnych. Napisała fragment o procesie Giordana Bruna i sztukę o Girolamo Savonaroli. Napisała też biografię swojego teścia, duchownego Williama Greenleafa Eliota: William Greenleaf Eliot, minister, educator, philanthropist (William Greenleaf Eliot, duchowny, pedagog, filantrop, 1904).